# Bataille de Keren
Seconde Guerre mondiale
Batailles
Affrontements
- Soudan
- Invasion italienne du Somaliland (Tug Argan)
- Côte française des Somalis
- Convoi BN 7
- Agordat
- Appearance
- Keren
- Saïo
- Amba Alagi
- Culqualber
- Gondar
- Guérilla italienne en Éthiopie

Articles associés
- Force Gidéon
- Résistance éthiopienne
- Flottille de la mer Rouge
- Desert Air Force
- East Indies Station
- East Africa Command

La bataille de Keren est une bataille de la Seconde Guerre mondiale (Campagne d'Afrique de l'Est) qui oppose les armées britannique et italienne autour de la ville de Keren (Érythrée) entre le 2 février et le 27 mars 1941. Après quelques engagements initiaux défavorables, les Britanniques attaquent l'Afrique orientale italienne qui menace leurs voies de communication passant par le canal de Suez. Keren contrôle le seul col permettant d'accéder aux hauts-plateaux et à Asmara,.
Durant deux mois, Britanniques et Français tentent de s'emparer des positions tenues par les Italiens sur les hauteurs autour de Keren. Les premières attaques britanniques entre les 2 et 14 février sont repoussées par les Italiens. Après un mois au cours duquel les deux camps se réorganisent, les Britanniques lancent une nouvelle offensive le 15 mars. Ils effectuent des gains significatifs durant les jours suivants, tandis que les défenses italiennes se désagrègent. Keren est prise le 27 mars.
Selon Pierre Messmer, cette bataille est la bataille décisive de la campagne d'Érythrée. Après cette bataille, la conquête de l'Érythrée et de l'Éthiopie ne pose pas de difficultés particulières aux troupes alliées. Asmara tombe le 1er avril, Addis-Abeba le 6 et Massaoua le 8. La campagne d'Afrique de l'Est se termine avec la prise de Gondar le 27 novembre.

## Contexte colonial
Durant la seconde moitié du XIXe siècle, les puissances européennes colonisent la plus grande partie de l'Afrique. L'Italie entre relativement tard dans la course à l'Afrique. Elle s'implante en Afrique de l'Est le 15 novembre 1869 lorsque la Società di Navigazione Rubattino achète la baie d'Assab au sultan local,. Le 5 juillet 1882, le gouvernement italien prend le contrôle du port d'Assab par décret, puis 3 ans plus tard, du port de Massoua et s'étend vers l'intérieur. La colonie d'Érythrée est formée le 1er janvier 1890. Durant les années 1880 et 1890, l'Italie acquiert également divers territoires sur la côte du Benadir[réf. nécessaire] qu'elle réunit en une colonie en 1905 qui est officialisée par une loi du 5 avril 1908.
L'Italie cherche ensuite à étendre son influence en envahissant l'Éthiopie en 1895-1896, mais est défaite par les troupes de Ménélik II à la bataille d'Adoua le 1er mars 1896. Quarante ans plus tard, le 2 octobre 1935, l'Italie fasciste envahit l'Éthiopie. Les Italiens remportent plusieurs victoires et début mai, s'emparent d'Addis-Abeba tandis que Hailé Sélassié s'enfuit en exil. Les Italiens réunissent leurs colonies est-africaines et Mussolini proclame l'Afrique orientale italienne le 9.
Cependant, une résistance éthiopienne se développe et mène une guerre de guérilla contre l'occupant italien. Le 19 février 1937, deux hommes d'origine érythréenne essayent de tuer le vice-roi Rodolfo Graziani. L'attentat échoue mais durant les semaines qui suivent les Italiens exécutent environ 10 000 personnes en représailles. De son côté, Hailé Sélassié tente d'obtenir le soutien des démocraties occidentales à la cause éthiopienne. Il obtient peu de succès jusqu'à l'entrée en guerre de l'Italie aux côtés de l'Allemagne le 10 juin 1940. Il collabore alors avec les Britanniques afin de déloger les Italiens d'Éthiopie et du Somaliland britannique et s'établit à Khartoum afin d'assurer une meilleure coordination entre les résistants éthiopiens et les Britanniques. Au début de la guerre, ces derniers administrent avec leur allié égyptien le Soudan depuis 1899 et, seuls, le Kenya (1895) et le Somaliland (1884).

## Premiers affrontements en Afrique de l'Est
L'Italie déclare la guerre à la France et au Royaume-Uni le 10 juin 1940. Les forces italiennes en Afrique constituent dès lors une menace pour les voies d'approvisionnement maritimes britanniques en mer Rouge et au canal de Suez. Les sept destroyers et huit sous-marins italiens basés à Massaoua en Érythrée sont susceptibles d'attaquer les convois allant du golfe d'Aden à la mer Rouge.
Les Italiens comptent entre 250 000 et 280 000 hommes en Afrique orientale italienne. Environ 70 % d'entre eux sont des soldats indigènes askaris. Ils disposent de 3 300 mitrailleuses, 64 chars moyens, 39 chars légers, 126 véhicules blindés, 813 pièces d'artilleries de différents calibres datant de la première Guerre mondiale et 325 avions, dont seulement 244 en état de combattre. Ils ont également plus de 250 000 hommes en Libye. De leur côté les Britanniques ont à leur disposition 86 000 hommes stationnés en Égypte, en Palestine, au Soudan, au Somaliland britannique et au Kenya[réf. nécessaire]. Les troupes britanniques sont mieux entraînées, équipées et commandées que leurs homologues italiennes.
Début juillet 1940, les Italiens entreprennent une série de raids de faible importance au Soudan et au Kenya. Ils prennent ainsi Kassala et Gallabat au Soudan (à la frontière avec Métemma en Érythrée), ainsi que Moyale et Buna, au Kenya.
Le 3 août (ou le 4 selon d'autres sources), environ 40 000 Italiens envahissent le Somaliland britannique sous le commandement du général Guglielmo Nasi. Ils s'emparent en quelques jours de plusieurs villes mal défendues. Les forces britanniques au Somaliland reçoivent quelques renforts et un nouveau commandant, le major-général Godwin-Austen. Jugeant les forces en présence trop inégales, ce dernier demande le 15 août le retrait des troupes britanniques. Les derniers soldats britanniques sont évacués vers Aden le 17. Les Italiens s'emparent de Berbera le 19 et annexent le Somaliland britannique à l'Afrique orientale italienne. Lors de cette campagne, les pertes britanniques sont de 38 tués, 71 blessés et 49 disparus contre 465 tués, 1 530 blessés et 34 disparus pour les Italiens.

## Campagne d'Érythrée
Les Britanniques envahissent l'Érythrée le 18 janvier 1941, jour de la prise de Kassala à la frontière avec le Soudan,. La direction des opérations est assurée par le lieutenant général William Platt, commandant des forces britanniques au Soudan. Les 4e et 5e divisions d'infanterie indiennes, commandées respectivement par les major généraux Noel Beresford-Peirse et Lewis Heath, progressent durant les deux semaines suivantes en direction de la ville fortifiée d'Agordat[réf. nécessaire]. La 4e division indienne prend la route septentrionale par Sabderat, Keru et Agordat et la 5e division indienne la route méridionale par Tessenei et Barentu. Elles parcourent 160 km en 9 jours et enlèvent successivement plusieurs villes aux Italiens[réf. nécessaire]. Elles percent les positions italiennes dans les collines et prennent Agordat le 1er février, après 2 jours de combat (4e division) et Barentu le lendemain (5e division).
La bataille décisive de la campagne a lieu à Keren, ville à 100 kilomètres à l'est d'Agordat. La ville, qui est à une altitude de 1 300 mètres, est située dans un cirque, coupé au sud-ouest par le ravin Dongolaas et au nord par le ravin Anseba,. Le ravin Dongolaas est le seul passage permettant d'accéder aux hauts-plateaux érythréens depuis Agordat. La route et le chemin de fer Agordat-Asmara y passent. Ce passage facilement défendable est le point stratégique le plus important. Il est surplombé au sud-est par le fort Dologorodoc et au nord-ouest par la montagne Sanchil. Au-delà du mont Sanchil se trouvent le Brig's Peak, le Hog's Back puis le mont Sammana. Une arête secondaire, l'arête 1616 qui plus tard sera nommée Cameron Ridge, surplombe la vallée et la ligne de chemin de fer au sud-ouest du Mont Sanchil. La garnison n'a pas pu construire de bunkers ou de tranchées sur les hauteurs dominant Keren en raison du sol rocheux. Keren ne dispose pas de fortifications mais sa situation la rend facilement défendable[réf. nécessaire].

## Bataille

### Ordre de bataille

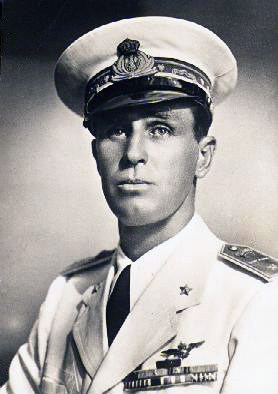
Amédée de Savoie (1898-1942), 3e duc d'Aoste

Le commandant en chef des troupes italiennes en Afrique orientale est le gouverneur-général de cette colonie, le duc d'Aoste Amédée de Savoie[réf. nécessaire]. Début février 1941, la garnison de Keren n'est composée que d'une brigade coloniale (la XIe), du 11e régiment de Grenadiers de Savoie et d'unités auxiliaires[réf. nécessaire]. Dans les jours qui suivent la prise d'Agordat et de Barentu, trois autres brigades coloniales (IIe, Ve, XLIVe), le bataillon alpin "Uork Amba" du 10e régiment de Grenadiers de Savoie et d'autres unités viennent renforcer les défenses de la ville[réf. nécessaire]. Toutes les troupes sont placées sous le commandement du général Nicolangelo Carnimeo[réf. nécessaire].
Au début de la bataille, les Britanniques disposent de la 4e division anglo-indienne qui est formée de trois brigades d'infanterie indiennes (5e, 7e, 11e). Ces unités seront par la suite renforcées par la 5e division indienne (9e, 10e et 29e brigades d'infanterie indienne), la force de défense du Soudan et d'autres bataillons soudanais portant l'effectif total à 51 000 hommes:
- 11e brigade indienne de la 4e division indienne (3 février)[42],
- 5e brigade indienne de la 4e division indienne (6 février)[43],
- 29e brigade indienne de la 5e division indienne (prêtée à la 4e division indienne du 10 au 12 février, puis avec l'ensemble de la 5e division à partir du 15 mars)[1],[44],
- 7e brigade indienne dépendant du quartier général britannique au Soudan[45],
- 9e et 10e brigade indienne de la 5e division indienne, prêtée à la 4e division indienne (à partir du 15 mars)[1],[46],
- 29e brigade indienne[47]
  - 1st Battalion Worcestershire Regiment
  - 6/13th Royal F. F. Rifles
  - 3/2nd Punjabis,

De leur côté, les britanniques sont commandés par le général Platt. Par la suite, la Brigade française d'Orient des Forces françaises libres (déjà représentées par un escadron de spahis) les rejoignent.

### Premiers assauts

Carte du champ de bataille

Le 2 février, les chars du 4th Royal Tank Regiment essaient de pénétrer dans la vallée du Dongolaas. Ils sont arrêtés par les éboulements provoqués par les Italiens qui ont miné le passage. Le lendemain, les troupes britanniques attaquent le col de Dongolaas et les montagnes avoisinantes. Les Écossais du Cameron Highlanders parviennent à prendre la côte 1616, à une compagnie du 2e bataillon du 11e régiment de grenadiers de Savoie. Les Britanniques positionnent rapidement les 1st Punjab regiment et 6th Rajputana Rifles sur les positions gagnées afin d'éviter toute contre-offensive italienne. Dans la nuit du 4 au 5 février (Selon Brett-James ch 4. nuit du 4 au 5 février / nuit du 5 au 6 février selon Compton, p. 53. quoique pas très clair car la tournure laisse à penser que c'est la nuit du 4 au 5), le 3/14th Punjab regiment s'empare du pic Briggs. Les Italiens contre-attaquent le lendemain et reprennent les pics aux Britanniques. De nouvelles attaques de ces deux régiments contre les hauteurs surplombant Keren sont proches de prendre les dernières positions italiennes, mais deux compagnies du 3e régiment de Bersaglieri et du XCVIIe bataillon colonial (Savoia Grenadiers ???)  parviennent à éviter l'effondrement et repoussent les troupes indiennes dans un combat au corps à corps. Les pertes sont importantes de part et d'autre.

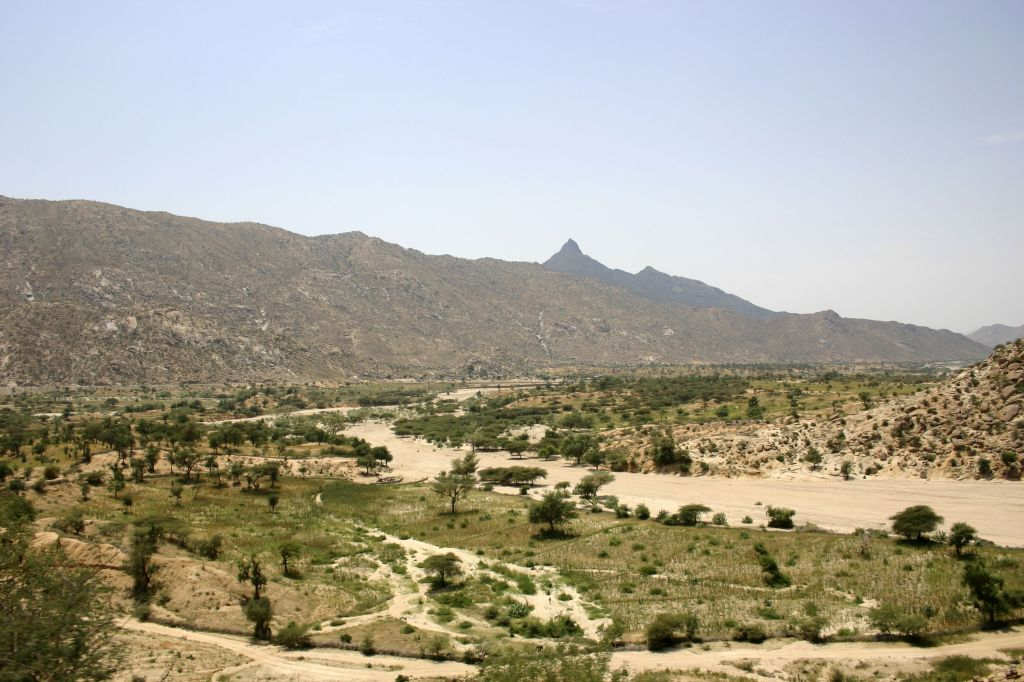
Site du champ de bataille

Durant les jours suivants, les Britanniques poursuivent leurs attaques contre les hauteurs tenues par les Italiens. Le 6, la Ve brigade tente de s'emparer du col Acqua afin de contourner le col de Dongolaas. Les Italiens fortement retranchés repoussent les Britanniques. Le 8, la XIe brigade reprend le pic Briggs et tente de s'emparer dans la foulée du mont Sanchil mais échoue également.

Le 10 février, après une semaine d'escarmouches de faible importance, les Britanniques préparent de nouvelles attaques avec le soutien de chars et de véhicules blindés[réf. nécessaire]. L'objectif est la prise du Brig's Peak et du Mont Sanchil afin de disposer de positions d'observation surplombant le Fort Dologorodoc et Keren. La 4e division d'infanterie indienne a été renforcée par la 29e brigade de la 5e division. Afin d'éviter la chute du col de Dongolaas, de nombreuses troupes italiennes y ont été placées parmi lesquelles le bataillon de montagne « Alpii Work Amba » tout juste arrivé d'Addis-Abeba.
L'attaque est lancée le 12 février. L'attaque doit se dérouler en deux temps : les bataillons des 5th Mahratta et 11th Sikhs régiments d'infanterie indienne sont chargés de percer la ligne de défense italienne ; les tanks britanniques doivent ensuite exploiter cette percée. Dans l'après-midi du 10, le 3/1st Punjab Regiment attaque le pic Brig et le lendemain matin, le mont Sanchil est enlevé. Étant donné la configuration du terrain, seules deux sections assurent la défense du mont, tandis que le reste du bataillon est chargé de transporter munitions, équipement et blessés. Soumis à un bombardement intense par l'artillerie italienne toute la journée du 11, le mont Sanchil est repris par une contre-attaque italienne menée par les grenadiers de Savoie. Les troupes indiennes parviennent néanmoins à garder le contrôle de l'arête Cameron grâce à l'aide du 2nd Mahrattas.

L'infanterie indienne est cependant repoussée par les Italiens et dans l'après-midi du 14, les Britanniques se retirent.

### Réorganisation
Platt décide alors de regrouper ses forces avant de poursuivre les attaques. Les troupes britanniques à l'est sont renforcées par la 9e brigade et deux compagnies de mules chypriotes. Au nord, quatre bataillons (deux de la 7e brigade indienne, un sénégalais et un français libre) sous le commandement du brigadier Briggs sont entrés indépendamment en Érythrée par la ville frontière de Karora. Le 1er mars, le 4/16th Punjab Regiment lance une attaque qui permet aux troupes de Briggs de menacer Keren et Massoua et oblige les Italiens à répartir les défenseurs entre les deux fronts. Le 14 mars, les forces de Platt comptent 13 000 hommes. Les Italiens en profitent également pour se renforcer : des troupes arrivent de Gondar et Addis Abeba (10e régiment de grenadiers de Savoie). Leurs effectifs sont désormais de 23 000 hommes, mais les troupes ont subi de lourdes pertes : les bataillons italiens sont souvent réduits à 150 - 200 hommes (c'est-à-dire pratiquement la taille d'une seule compagnie).
À l'exception des attaques alliées sur le col de Cubcub (ou Kub-Kub), seules de petites escarmouches ont lieu. L'artillerie britannique bombarde intensivement Keren durant cette période. Entre les 15 et 22 mars, les canons britanniques tirent 110 000 obus. Les mitraillages et les attaques aériennes de la RAF contre les défenses italiennes sont incessantes. Ayant détruit l'aviation italienne, elle domine le ciel comptant des douzaines de chasseurs et de bombardiers légers.

### Assaut final

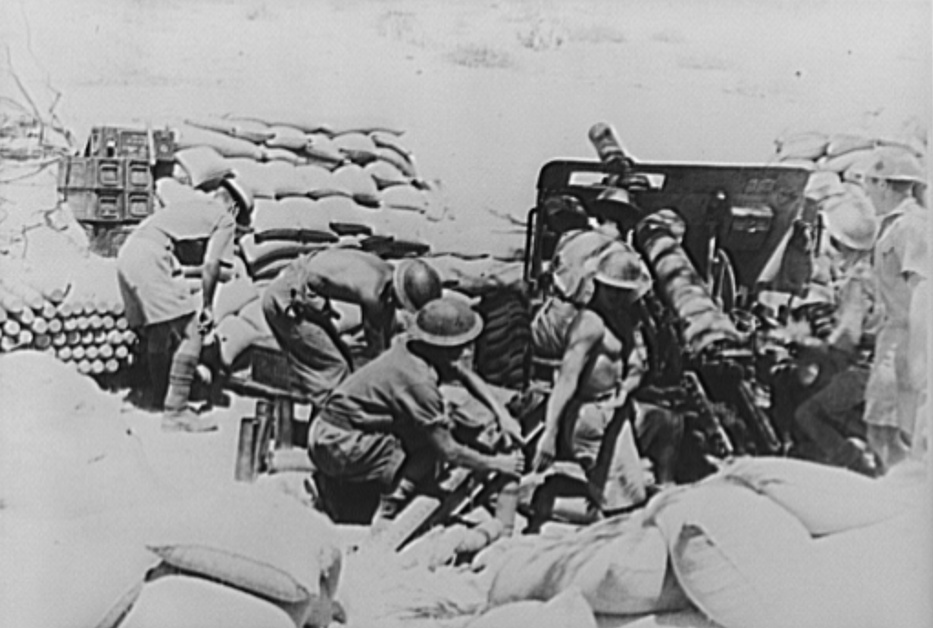
Pièce d'artillerie indienne durant la bataille de Keren.

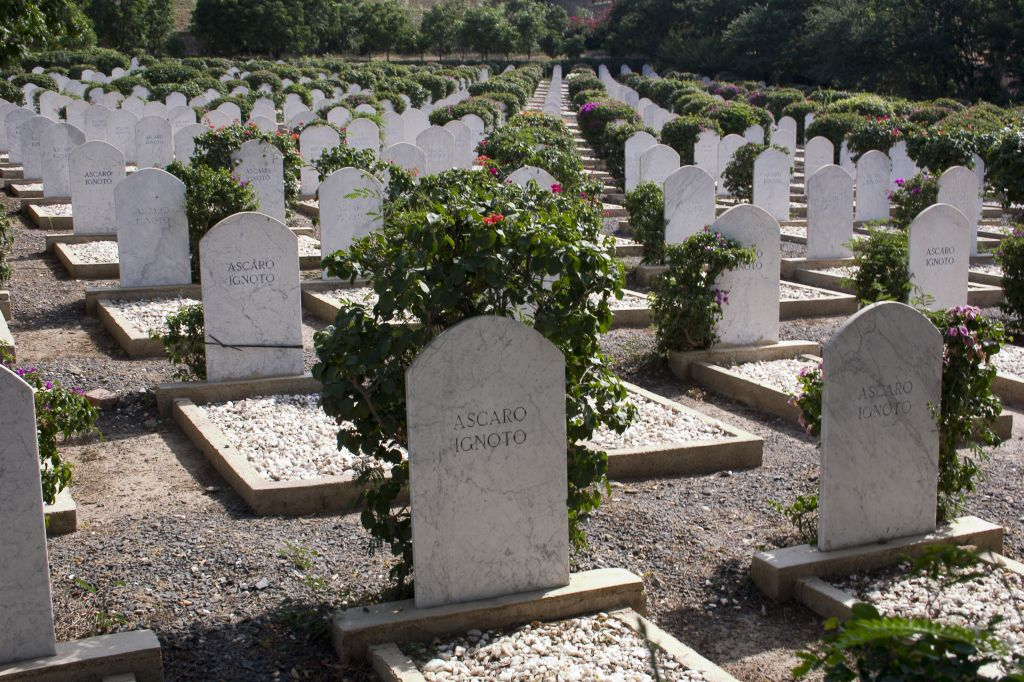
Cimetière militaire italien

À partir du 16 mars, les Britanniques envisagent de remettre en état la route menant au col de Dongolaas. Plusieurs reconnaissances sont menées afin d'évaluer la tâche durant les nuits suivantes. Le 26 mars au soir, un passage d'une largeur de 4 mètres a été déblayé afin de permettre le passage des blindés. Les travaux continuent la nuit suivante et les premiers blindés avancent au matin sous le feu ennemi. Le 27 à dix heures, les blindés pénètrent dans Keren
Pour la dernière phase de la bataille, le Haut Commandement Britannique organise deux colonnes qui doivent converger sur le fort de Keren. Au sud-ouest, le plan prévoit que la 4e division d'infanterie indienne prenne les monts Sanchil et Forcuto, tandis que la 5e division attaque le col de Dongolaas. Au nord, des troupes venues de Karora et la 13e demi-brigade de la Légion étrangère, attaquent les Italiens. L'attaque est précédée d'un important bombardement d'artillerie. L'offensive finale commence le 15 mars à huit heures du matin. Les troupes britanniques et du Commonwealth sont repoussées par les grenades lancées par les Italiens tandis que les dernières batteries d'artillerie encore efficaces et des pièges incendiaires placés à l'avance parviennent à bloquer la progression des chars alliés. La 4e division connait quelques succès mais ne parvient pas à conserver les positions conquises. Au nord, au col d'Anseba, les II et VI brigades repoussent une tentative de débordement de la légion étrangère.
Le lendemain, les Britanniques réalisent des progrès significatifs grâce à leur avantage numérique et matériel : la 5e division prend la position Dologorodoc située au sud de la route de Keren. Les Italiens contre-attaquent plusieurs fois durant les cinq jours suivants : De plus, grâce à leur superiorité aérienne (vers la fin mars, les seuls avions italiens en état de voler étaient 3 bombardiers Savoia-Marchetti SM.79 et un Savoia-Marchetti SM.81), les contre-attaques italiennes sur le Sanchil et le Dologorodoc sont stoppées. Tandis que sur le front nord, les Britanniques sont stoppés, le front sud-ouest cède peu à peu : durant la bataille de Keren, la ligne de défense se désintègre lentement en raison de l'épuisement des forces disponibles. À partir du 26 mars, les troupes Britanniques constatent une diminution de l'opposition italienne et des mouvements de troupes. Dans la nuit, ils lancent de nouvelles attaques et s'emparent de plusieurs sommets. Au matin, les positions italiennes sur les sommets se rendent les unes après les autres. Les combats sont très durs et les deux camps subissent de lourdes pertes : plus de 4 000 Alliés et 3 000 Italiens trouvent la mort au cours de la bataille[réf. nécessaire]. Le 27 mars, Keren est prise et les Italiens se replient vers Asmara. Le 26 mars, les ingénieurs britanniques rouvrent le col Dongolaas pour les tanks. Le 27 mars, la résistance cesse et le 31 la dernière ligne de défense cède.

## Conséquences
La bataille de Keren marque un tournant de la conquête de l'Érythrée et de l'Éthiopie par les Britanniques. Après cet affrontement, la résistance des troupes italiennes est beaucoup plus faible. Selon Pierre Messmer, ces derniers estiment ne plus être en mesure de remporter la victoire sur ce théâtre d'opérations et la capitulation de leurs unités est en général rapide.
La 5e division indienne se dirige ensuite vers la capitale Asmara, à 80 kilomètres à l'est de Keren, tandis que la 4e division indienne reste à Keren quelques jours et retourne en Égypte début avril. Asmara est déclarée ville ouverte et les troupes britanniques s'en emparent le 1er avril. Trois jours plus tard, la 10e brigade indienne se dirige vers Massaoua située à une centaine de kilomètres d'Asmara, sur la côte. Les Italiens disposent de 10 000 hommes, de tanks et de véhicules blindés pour défendre Massaoua, un objectif portuaire stratégique,. Après quelques affrontements initiaux, la résistance s'effondre et les unités indiennes et la Brigade française d'Orient prennent Massoua le 8 avril.
La 5e division indienne poursuit son offensive vers le sud en Éthiopie, tandis que des troupes venues du Kenya s'emparent d'Addis-Abeba le 6 avril. Le duc d'Aoste se rend en mai à Amba Alagi, mais des troupes italiennes sous le commandement des généraux Nasi et Gazzera poursuivent la lutte, respectivement au nord-ouest et sud-ouest de l'Éthiopie. Le dernier affrontement d'importance se produit à Gondar et débouche sur la reddition du général Nasi le 27 novembre. Quelques troupes italiennes mèneront une guerre de guérilla dans les déserts érythréens et les forêts éthiopiennes jusqu'à la reddition du gouvernement italien aux Alliés en septembre 1943,.
La bataille est de nos jours considérée comme un épisode positif de l'histoire militaire italienne, malgré son issue négative, en raison du courage dont firent preuve les troupes coloniales et italiennes, ainsi que de la valeur du général Carmineo. Dans Eastern Epic, Compton Mackenzie écrit :

« La propagande de guerre britannique dépeignit les Italiens comme des soldats ridicules; mais, à l'exception des divisions parachutistes allemandes en Italie et des Japonais en Birmanie, aucun ennemi qu'affrontèrent les troupes britanniques et indiennes ne se battit avec autant de courage que les bataillons savoyards à Keren. De plus, les troupes coloniales, avant qu'elles ne cèdent à la toute fin de la bataille, se battirent avec valeur et détermination, et leur loyauté fut un témoignage de l'excellence de l'administration italienne et de l'entraînement militaire en Érythrée. »

### Sources
| - (en) Cet article est partiellement ou en totalité issu de l’article de Wikipédia en anglais intitulé « East African Campaign (World War II) » (voir la liste des auteurs). - (it) Cet article est partiellement ou en totalité issu de l’article de Wikipédia en italien intitulé « Battaglia di Cheren » (voir la liste des auteurs). - (en) Cet article est partiellement ou en totalité issu de l’article de Wikipédia en anglais intitulé « Second Italo-Ethiopian War » (voir la liste des auteurs). - (en) Cet article est partiellement ou en totalité issu de l’article de Wikipédia en anglais intitulé « Battle of Adwa » (voir la liste des auteurs). - (en) Antony Brett-James, Ball of fire - The Fifth Indian Division in the Second World War, 1951 [détail de l’édition] - (en) Lionel Cliffe & Basil Davidson, The Long Struggle of Eritrea for Independence and Constructive Peace, 1988 [détail de l’édition] - (en) Martin Gilbert, The Second World War: A Complete History, 2004 [détail de l’édition] - (en) Robert L. Hess. Italian Colonialism in Somalia. University of Chicago P. Chicago, 1966. - (en) Philip S. Jowett, Stephen Andrew, The Italian Army 1940-45 (2): Africa 1940-43, 2001 [détail de l’édition] - (en) Compton Mackenzie, Eastern Epic, 1951 [détail de l’édition] - (en) Harold G. Marcus, A History of Ethiopia Updated Edition, 2002 [détail de l’édition] | - (en) Anthony Mockler, Haile Selassie's War : the Italian-Ethiopian Campaign, 1935-1941, 1984 [détail de l’édition] - (en) David Murray Horner & Paul Collier, The Second World War (4): The Mediterranean 1940-1945, 2003 [détail de l’édition] - (en) Ghada Hashem Talhami, Suakin and Massawa Under Egyptian Rule, 1865-1885, 1979 [détail de l’édition] - (en)Encyclopædia Britannica, 1911 [lire en ligne] - (en) Peter Malcolm Holt, M. W. Daly, A History of the Sudan: From the Coming of Islam to the Present Day, 2000 - (en) Douglas Porch, The Path to Victory: The Mediterranean Theater in World War II, 2004 [détail de l’édition] - (en) Francis James Rennell Rodd, British Military Administration of Occupied Territories in Africa During the Years 1941-1947, 1948 [détail de l’édition] - (en) Gerhard Schreiber, Bernd Stegemann (de), Detlef Vogel, Dean S. McMurry & P S Falla, Germany and the Second World War, 1995 [détail de l’édition] - (en) Archibald Wavell, Official despatch: Operations in East Africa November 1940 - July 1941, London Gazette: no. 37645, pages 3527–3599, 10 July 1946. Dernier accès : 18 février 2008. - (it) Enrico Cernuschi, La resistenza sconosciuta in Africa Orientale Rivista Storica, décembre 1994. - (it) Alberto Rosselli. Storie Segrete. Operazioni sconosciute o dimenticate della seconda guerra mondiale Iuculano Editore. Pavia, 2007 |